# Cuenca de México

La Cuenca de México con los lagos de los siglos XVI y XXI

La Cuenca de México es el nombre dado a la reunión de cuatro valles en la parte central del territorio mexicano, ubicada dentro de la región hidrológica n.º 26 llamada Pánuco y la región XIII llamada “Valle de México y Sistema Cutzamala”, con elevaciones mínimas entre 2,150 m s. n. m. a 2,390 m s. n. m. en sus valles y de 5,800 m s. n. m. en los volcanes que la rodean, aunque con una elevación promedio de 2,900 m s. n. m. de las montañas que la cierran, dentro de la cual se hallan las ciudades de Pachuca, Tizayuca, Amecameca, Texcoco (Texcoco), Apan, entre otras y casi toda la Zona Metropolitana del Valle de México, con excepción de la zona perteneciente al municipio de Huixquilucan, esta cuenca está dividida políticamente entre cuatro entidades federativas y estas son de mayor área a menos, Estado de México, Ciudad de México, Hidalgo y Tlaxcala con una pequeña zona en el estado de Puebla.
En algunas ocasiones e incluso a nivel gubernamental se confunde con el Valle de México por considerar que al haber abarcado el Lago de Texcoco los valles de México y de Cuautitlán son el mismo valle y por extensión el valle de México abarcaría toda la cuenca de México

## Ubicación
En forma general la Cuenca de México se localiza entre el Cinturón Volcánico Transmexicano al sur, la Sierra Madre Occidental al oeste, la Sierra Madre Oriental al este y al norte la cierran las confluencias de ambas sierras. Las posiciones extremas de la Cuenca son las siguientes:
- Norte: 20º11’00.20” Norte; 98º45’02.29” Oeste.
- Oeste: 19º30’00.01” Norte; 99º30’59.54” Oeste.
- Sur: 19º00’29.80” Norte; 98º31’07.90” Oeste.
- Este: 19º00’29.80” Norte; 98º31’09.90” Oeste.

## Valles que la forman
La Cuenca de México se compone de cuatro valles, al sur se ubica el Valle de México, al norteoeste el Valle de Cuautitlán, al nororiente el Valle de Apan y al norte el valle de Tizayuca.
La Zona Metropolitana del Valle de México, se ubica sobre los 19°20’ de Latitud Norte y 99°05’ de Longitud Oeste. Se considera al Valle de México como parte de una cuenca, la cual tiene una superficie de 9560 km2; esta superficie considera parte del Estado de México, el sur del Estado de Hidalgo, el sureste de Tlaxcala y casi la totalidad del Distrito Federal. Esta cuenca presenta valles íntermontañosos, mesetas y cañadas, así como terrenos semiplanos, en lo que alguna vez fueron los lagos de Texcoco, Xochimilco y Chalco. También se encuentran prominencias topográficas aisladas como el Cerro de la Estrella, el Peñón y el Cerro de Chapultepec.
El Valle Pachuca-Tizayuca, (también denominado valle de Tizayuca) es un valle a las orillas del Valle de Cautitlán y el Valle de Apan, delimitado por la Sierra de Pachuca, este valle forma parte de la Cuenca de México.  Se ubica al sur de la entidad, en el Sistema Volcánico Transversal que atraviesa México de oeste a este; constituida por montañas que cumplen entre funciones las de regular el clima y favorecer la recarga de acuíferos. La altitud promedio en la región es de 2400 metros sobre el nivel del mar. Se encuentra ubicada entre los 20° 17’ 02” y los 19° 47’ 02” de latitud norte y los 98° 43’ 00” y 98° 57’ 08” de longitud oeste. 
El Valle de Apan (también llamado como los Llanos de Apan) es una región al sur de El Valle de Apan más conocido como los Llanos de Apan es una región del sur del Estado de Hidalgo, también conocida como el Altiplano, que comprende incluso algunos municipios del estado de Tlaxcala y Estado de México. Se destacó por ser una prominente zona tolteca y mexica, donde se cultivó especialmente el pulque, bebida que sería popularizada y explotada en la región después de la ocupación española. Sus haciendas pulqueras, de gran esplendor, y el paso del ferrocarril hacia las grandes ciudades de principios de siglo XX situaron a la región entre las prominentes del país, aunque su declive se produjo pronto, cuando el pulque y el maguey dejaron de comercializarse masivamente.
En la actualidad es una de las zonas más pobres del centro del país. Produce especialmente cebada y desde principios de los años noventa es un polo de expulsión de emigrante hacia los Estados Unidos de América. La ciudad principal de los Llanos de Apan fue el municipio Apan, y comprende en la actualidad a los municipios de: Almoloya, Cuautepec de Hinojosa, Emiliano Zapata, Tlanalapa y Tepeapulco, en Hidalgo; Calpulalpan y Tlaxco en Tlaxcala y Otumba en el Estado de México.
El valle de Cuautitlánes uno de los cuatro valles que forman la Cuenca de México y se caracteriza por ser uno de los territorios más significativos a nivel histórico en la Zona Metropolitana de la Ciudad de México. La división territorial del trabajo (uso del suelo) que en él se desplegó a lo largo del siglo XX expone sin lugar a dudas un espacio extremadamente dinámico donde el acceso al recurso hídrico, tanto de origen subterráneo como superficial, definió de forma categórica los altos niveles de desarrollo agrícola y urbano-industrial de los municipios que conforman este valle. El río Cuautitlán, el río Hondo, la presa de Guadalupe y los abundantes mantos acuíferos en este valle fueron reapropiados y gestionados para cubrir las demandas requeridas por los eslabones productivos del campo, además de convertirse en estratégicos para la proyección y posterior territorialización de nuevos espacios urbanísticos tanto habitacionales como industriales que cambiaron de forma definitiva el paisaje del valle. 

## Sistemas orográficos
La Cuenca de México está cerrada por la Sierra de Monte Alto, Sierra de las Cruces, Sierra del Ajusco, Sierra de Chichinautzin, Sierra Nevada, Sierra de Río Frío, Sierra de Calpulalpan, Sierra de Tepozán, Sierra de Pachuca, Sierra de Tezontlalpan, Sierra de Tepotzotlán y Sierra de Monte Bajo.
Internamente el valle de México y el valle de Cuautitlán están divididos por la Sierra de Guadalupe, entre el valle de Cuatitlan y el valle de Apan se ubica la sierra de Patlachique, entre el valle de Apan y el valle de Pachuca la sierra de Chichicuautla, mientras entre el valle de Cuautitlán y el Valle de Pachuca no existen elevaciones importantes. Es de notar que las sierras que los dividen son discontinuas y nunca cierran los valles por completo, además dentro de estos valles se ubican pequeños sistemas montañosos siendo el más notable por la elevación la Sierra de Guadalupe en el valle de México.
La Cuenca de México se extiende por un área de 16,424 km², abarcando 100 municipios en los estados de  estado de México, Hidalgo y Tlaxcala y las 16 Alcaldías de la Ciudad de México

## Hidrología
Con un promedio de 700 milímetros de lluvia anual, la región presenta un clima templado con valores promedio de entre 15 °C y 25 °C, con extremos de -2 °C en las zonas altas de las montañas a 36 °C en el área de la Ciudad de México y las proximidades de Huehuetoca. Las precipitaciones se presentan por lo regular de junio a septiembre, mientras el resto del año son escasas o nulas.
Esta cuenca cuenta con depresiones cerradas de manera natural como el valle de México y el valle de Cuautitlán, pero a fines del siglo XVIII fue abierta de manera artificial por el Tajo de Nochistongo para poder drenar al cauce del río Tula que a su vez desemboca en la cuenca del río Pánuco, sirviendo de desagüe a los lagos de Chalco (2,203 m s. n. m.), Xochimilco (2,203 m s. n. m.), Zumpango (2,206 m s. n. m.)  y Cuautitlán (2,206 m s. n. m.). Anteriormente estos lagos causaban repentinas inundaciones a la Ciudad de México, que además se encuentra asentada sobre el lecho del extinto lago de Texcoco. Este último lago era el de menor nivel del sistema, y presentaba aguas salobres por no tener forma de vaciar su contenido y drenarse solo por evaporación.

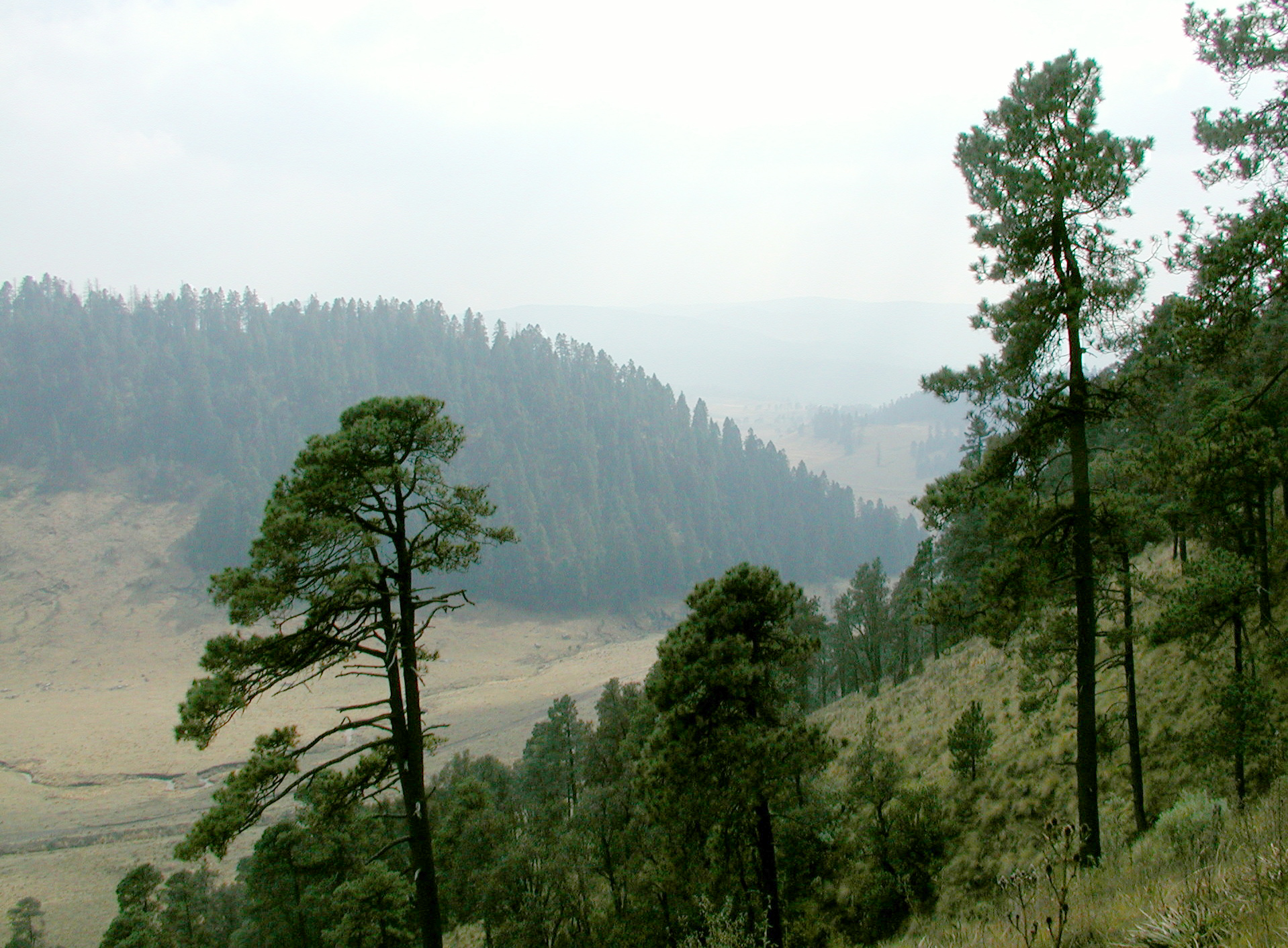
El tipo de bosque típico de la cuenca de México es el bosque de coníferas, el cual en esta región presenta una gruesa cubierta de zacate, una variedad de pasto local.

Las fuentes de recarga del agua subterránea en la cuenca se derivan, en gran medida, de las precipitaciones infiltradas en el subsuelo y del agua de nieve derretida en las montañas y cerros que rodean el valle de México y el de Pachuca; este flujo se desplaza en forma de una corriente subterránea hacia las zonas menos elevadas. Las corrientes y depósitos de agua subterránea han originado numerosos manantiales al pie de las montañas e incluso afloramientos de agua en el piso de los valles de la cuenca, lo que en parte ha sido aprovechado para crear pozos artesianos por todos los valles, haciéndola una muy buena área para la agricultura de regadío, aunque por la diferencia entre la descarga y la recarga de estas fuentes se producen hundimientos del suelo, los cuales son más notables en la Ciudad de México.

## Características geológicas
La compleja geología de la antigua Cuenca de México ha proporcionado a lo largo de la historia abundantes recursos de agua a sus habitantes desde la última Edad de Hielo, a pesar de la escasez de agua superficial, ya que si bien el área se hallaba cubierta de lagos, su profundidad era increíblemente baja, a grado de que para construir sobre ellos solo eran necesarios pilotes o basamentos de menos de 2 metros de altura en algunas regiones del sistema, hecho que se refleja en el proceso de construcción y cimentación de las chinampas de Xochimilco. Las características físicas y la hidrogeología de la cuenca han cambiado drásticamente, especialmente en la porción sur, donde la presencia humana ha sido un factor importante desde los tiempos de la capital azteca de Tenochtitlán. La historia de la explotación del acuífero de la Ciudad de México y los problemas de hundimiento asociados a él se examinan brevemente, asimismo se examina la disponibilidad de agua en el acuífero.